# 猫又三吉
猫又 三吉（ねこまた さんきち、1855年1月8日（嘉永7年11月20日） - 1909年（明治42年）10月9日）は越中国射水郡横田村（現・富山県高岡市横田）出身の大相撲力士。本名は江川三吉（のち八島姓）。大阪相撲で活躍し最高位は大関。珍名で知られる。

## 略歴
9代小野川に入門。初名を小猫 三吉と名乗り1873年（明治6年）7月中相撲四段目が初見。1876年（明治9年）の紛擾で脱走、高越山谷五郎一派に参加し猫又 三吉と改めた。
1878年（明治11年）9月の和解本場所には姿を見せず翌1879年（明治12年）9月いきなり前頭筆頭に出た。1883年（明治16年）8月小結、1884年（明治17年）9月関脇、1886年（明治19年）11月31歳で大関となった。
164cmの小兵ながら無類の手取り力士として知られ特に一本背負いは十八番。東京との合併相撲では初代梅ヶ谷を破ったり、1889年（明治22年）9月には全勝の剣山、小錦を相次いで破ったこともある。
小兵ながら大関を8年（8場所）にわたって努め1893年（明治26年）10月限りで引退、その後は郷里に帰り旅館を経営した。1909年（明治42年）10月9日54歳で死去。